# Seema Punia
Seema Punia Antil (* 27. Juli 1983 in Sonipat, Haryana) ist eine indische Leichtathletin, die sich auf den Diskuswurf spezialisiert hat.

## Sportliche Laufbahn
Erste internationale Erfahrungen sammelte Seema Antil bei den Juniorenweltmeisterschaften 2000 in Santiago de Chile, bei denen sie ursprünglich siegte, aber nachdem sie positiv auf die Substanz Pseudoephedrin getestet wurde, wegen Dopings disqualifiziert und verwarnt wurde. 2001 gewann sie bei den Juniorenasienmeisterschaften in Bandar Seri Begawan mit 53,04 m die Silbermedaille. Ein Jahr darauf gewann sie bei den Juniorenweltmeisterschaften in Kingston die Bronzemedaille. Bei den Juniorenasienmeisterschaften in Bangkok 2002 gewann sie mit 57,40 m die Bronzemedaille im Diskuswurf und mit 14,47 m auch im Kugelstoßen. Im Jahr 2004 schied sie bei den Olympischen Spielen in Athen in der Qualifikation mit 60,64 m aus. Bei den Commonwealth Games 2006 in Melbourne gewann sie die Silbermedaille hinter der Südafrikanerin Elizna Naudé. 2005 nahm sie an den Asienmeisterschaften in Incheon teil und belegte dort Rang fünf. Zwei Jahre später qualifizierte sie sich für die Weltmeisterschaften in Berlin, bei denen sie mit 59,85 m in der Qualifikation ausschied. 2010 holte sie Bronze bei den Commonwealth Games in Neu-Delhi. 2012 qualifizierte sie sich erneut für die Olympischen Spiele in London, bei denen sie sich mit 61,99 m in der Qualifikation knapp nicht für das Finale qualifizierte.
2013 nahm sie an den Asienmeisterschaften in Pune teil und belegte dort den fünften Rang. 2014 gewann sie die erneut Silbermedaille bei den Commonwealth Games in Glasgow und siegte bei den Asienspielen im südkoreanischen Incheon. 2016 nahm sie zum dritten Mal an den Olympischen Sommerspielen in Rio de Janeiro teil, verfehlte diesmal aber die Finalqualifikation mit 57,58 m in der Qualifikation deutlich. 2017 belegte sie bei den Asienmeisterschaften in Bhubaneswar mit 54,11 m den sechsten Platz. 2018 gewann sie bei den Commonwealth Games im australischen Gold Coast mit 60,41 m die Silbermedaille hinter der Australierin Dani Stevens. Ende August gewann sie bei den Asienspielen in Jakarta mit 62,26 m die Bronzemedaille hinter den beiden Chinesinnen Chen Yang und Feng Bin. 2021 nahm sie an den Olympischen Sommerspielen in Tokio teil und schied dort mit 60,57 m in der Qualifikationsrunde aus. Im Jahr darauf belegte sie bei den Commonwealth Games in Birmingham mit 55,92 m den fünften Platz und 2023 gewann sie bei den Asienspielen in Hangzhou mit 58,62 m die Bronzemedaille hinter den Chinesinnen Feng Bin und Jiang Zhichao.
In den Jahren 2009 und 2010 sowie 2021 und 2023 wurde Punia Indische Meisterin im Diskuswurf.